# Cuba Gooding senior

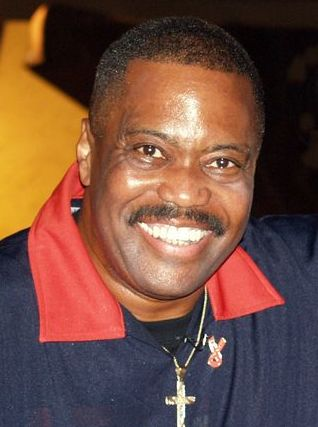
Cuba Gooding senior

Cuba Gooding senior (* 27. April 1944 in New York City, New York; † 20. April 2017 in Woodland Hills, Kalifornien) war ein US-amerikanischer Soul-Sänger und Front-Sänger der R&B-Band The Main Ingredient. 

## Leben und Wirken
In den späten 1970er und frühen 1980er Jahren war er bei Motown Records auch als Solist unter Vertrag. Sein größter Erfolg aus dieser Zeit war Happiness Is Just Around the Bend (1983), ursprünglich 1973 von Brian Augers Oblivion Express aufgenommen.

## Privates
Mit seiner Frau, der Sängerin Shirley Gooding, bekam Gooding vier Kinder, darunter die Schauspieler Cuba Gooding junior (* 1968) und Omar Gooding (* 1976).
Cuba Gooding Senior starb am 20. April 2017 eine Woche vor seinem 73. Geburtstag.